# Musius crassicornis
Musius crassicornis là một loài bọ cánh cứng trong họ Cerambycidae.